# Joanna Horton
Pour les articles homonymes, voir Horton.
Joanna Horton est une actrice britannique de théâtre et de télévision, qui a notamment joué dans Robin des Bois, Father Brown, MI-5 et Foyle's War. Elle est mariée à l'acteur anglais Luke Norris.

## Biographie
En 2009, Joanna Horton a joué dans Days of Significance de Roy Williams avec la Royal Shakespeare Company, et en 2010 dans The Gods Weep de Dennis Kelly,. La même année, elle a également joué Dunyasha dans La Cerisaie, d'Anton Chekhov et Town de DC Moore,. Elle est apparue dans une adaptation de Belongings de Morgan Lloyd Malcolm en 2011,. En 2013, elle a de nouveau joué avec la Royal Shakespeare Company dans le rôle de Celia dans Comme il vous plaira et Helena dans Tout est bien qui finit bien,. En 2017, elle a joué Cassio dans Othello au Théâtre du Globe.

## Filmographie

### Cinéma
- 2008 : Bike Squad : 'Tazer' Horton
- 2009 : Fish Tank : Kelly
- 2009 : Breaking the Mould : Janet
- 2010 : Excluded : Lucy
- 2011 : London's Burning : Dolly
- 2014 : Les Soupçons de Monsieur Whicher : Mme Ruth Hallows
- 2014 : The Listener : Sylvia

### Télévision
- 2004 : Foyle's War : Gwen Rivers
- 2005 : The Bill : Clare Forbes
- 2005 : Afterlife : Frankie Johnson
- 2006 : Eleventh Hour : Kelly Fox
- 2006 : Spooks : Leigh Bennett
- 2006 : Robin des Bois : Annie
- 2007 : Cinq jours : Danielle Miller
- 2007 : Doctors : Maria Huxley
- 2007 : HolbyBlue : Chantelle Edwards
- 2008 : The Bill : Caroline Lock
- 2008 : Midnight Man : Lucy Elliott
- 2009 : Flics toujours : Leanne Sweeting
- 2009 : The Bill : Michelle Jarvis
- 2010 : Holby City : Marielle Leonard
- 2011 : Doctors : Steph Thomas
- 2013 : Father Brown : Joyce Evans
- 2013 : Les Enquêtes de Morse : Linda Snow
- 2014 : Associés contre le crime : Barbara Kemp
- 2016 : Affaires non classées : Suzie Banks
- 2016 : The People Next Door : Gemme
- 2016 : Dark Angel : Sarah Edwards
- 2016 : Dans les coulisses de Dark Angel  : Elle-même / Sarah Edwards
- 2017 : Les Enquêtes de Morse : Selina Berger

## Théâtre
- 2009 : Days of Significance : Hannah, Royal Shakespeare Company. Mise en scène de Maria Aberg
- 2010 : The Gods Weep : Barbara, Royal Shakespeare Company. Mise en scène de Maria Aberg
- 2010 : Town : Anna, Royal & Derngate. Mise en scène de Esther Richardson
- 2010 : La Cerisaie : Dunyasha , Birmingham Rep. Mise en scène de Rachel Kavanaugh
- 2011 : Belongings : Deb, Hampstead Theatre et Trafalgar Studios. Mise en scène de Maria Aberg
- 2013 : Tout est bien qui finit bien : Helena, Royal Shakespeare Company. Mise en scène de Nancy Meckler
- 2013 : Comme il vous plaira : Celia, Royal Shakespeare Company. Mise en scène de Maria Aberg
- 2017 : Othello : Cassio, Théâtre du Globe